# Estación Holt
La Estación Holt es la estación ferroviaria de la localidad de Puerto Ibicuy en al Provincia de Entre Ríos, Argentina.
Lleva el nombre del Presidente del Ferrocarril Entre Ríos. Era inglés, Sir Follett Holt (n. 1885 - m. 1944).

## Servicios
Es estación intermedia del servicio del Ferrocarril General Urquiza de la red ferroviaria argentina, en el ramal que se presta desde la estación Libertador General San Martín hasta la estación Ibicuy ubicada en el puerto a aproximadamente 2,5 km de la Estación Holt y fuera del casco urbano.
A partir de principios de 2019 se recuperó el tráfico de cargas del ramal, transportando troncos de madera de pino a través del puerto de Ibicuy, con destino a la República Popular de China.